# Bait Range
Bait Range är en mindre bergskedja i Kanada. Den ligger i provinsen British Columbia, i västra Kanada, 3 700 km väster om huvudstaden Ottawa och är en del av den större bergskedjan Skeena Mountains. Bait Ranges högsta topp är 2 286 meter över havet. Den är inte officiellt namngiven, men kallas i folkmun "Bait Peak".